# Stefan Karlsson (ishockeyspelare)

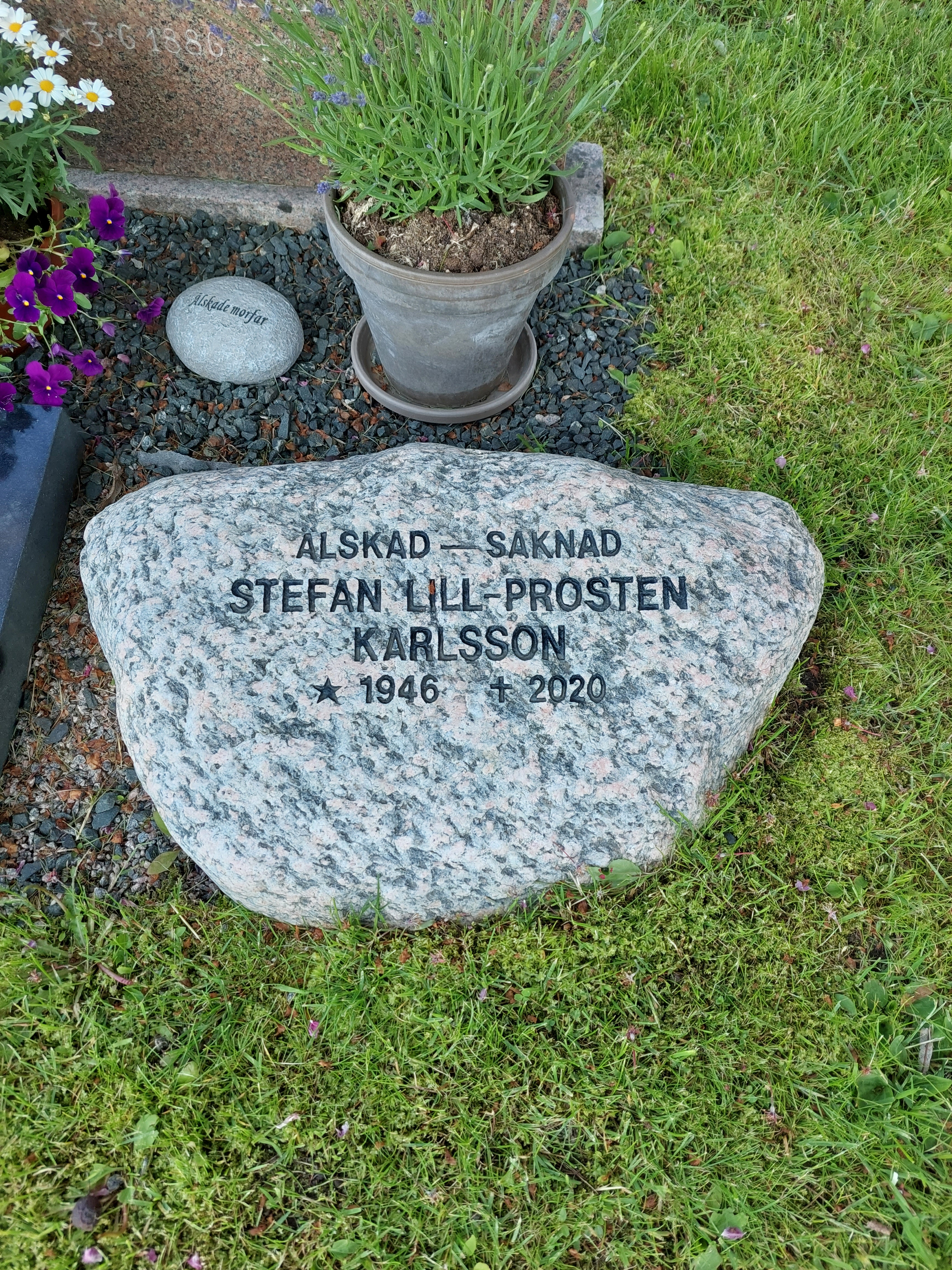

Stefan "Lill-Prosten" Karlsson, född 11 september 1946 i Gävle, död 13 november 2020, var en svensk ishockeyspelare som spelade främst i Brynäs IF under sin karriär och vann SM i ishockey åtta gånger med samma lag. Han spelade dessutom en säsong (1975–1976) med Krefeld Pinguine i dåvarande Västtyskland.  
Karlsson var med i Sveriges herrlandslag i ishockey och erövrade totalt tre brons- och tre silvermedaljer från VM-turneringar i ishockey.
Stefan Lill-Prosten Karlsson är begravd på Gamla kyrkogården i Gävle.

## Klubbar
- Brynäs IF (1966–1975) division 1 (högsta divisionen)
- Krefeld Pinguine (1975–1976)
- Brynäs IF (1976–1981) Elitserien

## Meriter
- VM:
  - Silver: 1969, 1970, 1973.
  - Brons: 1971, 1972, 1974
- SM-guld: 1966, 1967, 1968, 1970, 1971, 1972, 1977, 1980
- Bäste målskytt i Sveriges högsta division 1974
- Sveriges All-Star Team 1970
- Stora Grabbars Märke nummer 77